# Burila Mare, Mehedinți
Burila Mare este satul de reședință al comunei cu același nume din județul Mehedinți, Oltenia, România.